# ديوكسيبيريدوكسين-4
4-ديوكسيبيريدوكسين (بالإنجليزية:4-Deoxypyridoxine) وهو مركب عضوي يحتوي على 8 ذرات كربون ويبلغ وزنه الجزيئي 153178 دا. وهو أحد مضادات فيتامين ب 6. وبحسب الدراسات فقد يكون سامًا للأجنة النامية لأنه يمكن أن يكون له آثار سلبية على الكولاجين والإيلاستين أثناء التطور. يمكن أن يؤدي وجود هذا المركب إلى نقص فيتامين ب 6 ، مما يثبط جهاز المناعة. يمكن أن يكون هذا التثبيط المناعي مفيدًا في النماذج الحيوانية من عدوى الشعرينة الحلزونية. كما تم وصف 4-ديوكسيبيريدوكسين بأنه مثبط ليازين سفينجوزين -1 فوسفات.